# Andre Braugher
Andre Braugher (Chicago, Illinois; 1 de julio de 1962-South Orange, 11 de diciembre de 2023) fue un actor estadounidense, más conocido por sus papeles como el detective Frank Pembleton en la serie Homicide: Life on the Street, Owen Thoreau Jr. en Men of a Certain Age y el Capitán Raymond Holt en la comedia Brooklyn Nine-Nine.

## Primeros años y educación
Braugher, el menor de cuatro hermanos, nació en Chicago, Illinois, el 1 de julio de 1962. Su madre, Sally, era empleada postal, y su padre, Floyd Braugher, operador de equipamiento pesado. Asistió al St. Ignatius College Prep y en 1984 se graduó en Artes por la Universidad Stanford, específicamente en teatro. En los años siguientes asistió a la Escuela Juilliard para su maestría en Bellas Artes, título que consiguió en 1988.

## Carrera
El primer rol de Braugher fue en la película de 1989 Glory como Thomas Searles, un hombre negro del norte, libre y educado, que se une al primer regimiento negro del Ejército de la Unión. Fue el compañero de Kojak en la película para televisión de finales de la década de 1980 Kojak.
Más tarde interpretó al detective Frank Pempleton en la serie de televisión Homicide: Life on the Street, volviéndose la estrella del programa. Recibió premios de la Asociación de Críticos Televisivos como mejor actor en 1997 y 1998. Fue nominado para un Premio Emmy para mejor actor en serie de drama en 1996 y 1998, ganando en este último año.
Abandonó la serie tras su sexta temporada, pero regresó para la película televisiva Homicide: The Movie. También coprotagonizó en las películas City of Angels, Frequency y Poseidon.
En 1997 fue seleccionado por la revista People como una de las "50 personas más hermosas del mundo".
En el festival Shakespeare in the Park de Nueva York de junio a julio de 1996 interpretó el rol principal de Henry V por el que recibió un Premio Obie. En 2000 interpretó al protagonista de la serie Gideon's Crossing, Ben Gideon, durante una temporada.
En 2002, Braugher narró el galardonado documental de PBS Muhammad: Legacy of a Prophet, producido por Unity Productions Foundation.
Braugher interpretó al detective Marcellus Washington en la serie de televisión Hack entre 2002 y 2004. En 2006 protagonizó la miniserie Thiefs de FX, papel que por el que ganó su segundo Premio Emmy. En 2007 interpretó al General Hager en la película Los 4 Fantásticos y Silver Surfer.
Braugher apareció en la serie de televisión House M. D. como el Dr. Nolan, un psiquiatra que ayuda a House a recuperarse de su adicción al Vicodin. También participó de la serie de TNT Men of a Certain Age, por lo cual estuvo nominado dos veces para un Premio Emmy para el mejor actor de reparto. Fue la voz del villano Darkseid en la película animada Superman/Batman: Apocalypse.
Braugher narró la presentación de los Juegos Olímpicos para NBC en 2006 y 2010, sucediendo a James Earl Jones. También fue el narrador del libro de James Patterson Cross Fire en 2010.
Tiene un rol recurrente como el abogado defensor Bayard Ellis en la serie Law & Order: Special Victims Unit y obtuvo el papel protagónico en el drama militar Last Resort. Actuó por última vez en la serie Brooklyn Nine Nine como el capitán Ray Holt, por el que fue nominado para el Premio Emmy como mejor actor de reparto en una serie de comedia.

## Vida personal
Braugher se casó con la actriz Ami Brabson en 1991, quien luego interpretaría a la esposa de Pembleton en Homicide. La pareja tiene tres hijos: Michael (1992), Isaiah (1997), y John Wesley (2003); residió en South Orange, New Jersey, y son unitarios universalistas.

## Fallecimiento
Falleció en la noche del 11 de diciembre del 2023, producto de un cáncer de pulmón que se le había detectado unos meses antes. Braugher había sido un fumador habitual, acto que había dejado en 2010. Producto de su muerte, varios que trabajaron con él expresaron sus condolencias y destacaron su calidez, amabilidad y talento como actor.

## Filmografía

### Cine
| Año  | Título                            | Rol                   | Notas |
| ---- | --------------------------------- | --------------------- | ----- |
| 1989 | Glory                             | Thomas Searles        |       |
| 1993 | Striking Distance                 | Frank Morris          |       |
| 1996 | Primal Fear                       | Tommy Goodman         |       |
| 1996 | Get on the Bus                    | Flip                  |       |
| 1998 | Thick as Thieves                  | Dink                  |       |
| 1998 | City of Angels                    | Cassiel               |       |
| 1999 | It's the Rage                     | Tim                   |       |
| 2000 | A Better Way to Die               | Cleveland             |       |
| 2000 | Frequency                         | Satch DeLeon          |       |
| 2000 | A dúo                             | Raggie Kane           |       |
| 2006 | Poseidon                          | Capitán Bradford      |       |
| 2007 | Los 4 Fantásticos y Silver Surfer | General Hager         |       |
| 2007 | The Mist                          | Brent Norton          |       |
| 2008 | Passengers                        | Perry                 |       |
| 2009 | Live!                             | Don                   |       |
| 2010 | Superman/Batman: Apocalypse       | Darkseid              | Voz   |
| 2010 | Salt                              | Secretario de Defensa |       |
| 2012 | The Baytown Outlaws               | Millard               |       |
| 2014 | The Gambler                       | Dean Fuller           |       |
| 2021 | Spirit Untamed                    | Al Granger            | Voz   |
| 2022 | She Said                          | Dean Baquet           |       |

### Televisión
| Año       | Título                                          | Rol                                       | Notas                                          |
| --------- | ----------------------------------------------- | ----------------------------------------- | ---------------------------------------------- |
| 1989      | Kojak: Ariana                                   | Detective Winston Blake                   | Película para televisión                       |
| 1990      | Kojak: Flowers for Matty                        | Detective Winston Blake                   | Película para televisión                       |
| 1990      | Kojak: It's Always Something                    | Detective Winston Blake                   | Película para televisión                       |
| 1990      | Kojak: None for Blind                           | Detective Winston Blake                   | Película para televisión                       |
| 1990      | Murder in Mississippi                           | Dennis                                    | Película para televisión                       |
| 1990      | Somebody has to Shoot the Picture               | Dan Weston                                | Película para televisión                       |
| 1990      | The Court-Martial of Jackie Robinson            | Jackie Robinson                           | Película para televisión                       |
| 1991      | Kojak: Fatal Flaw                               | Detective Winston Blake                   | Película para televisión                       |
| 1993      | Class of '61                                    | Lucius                                    | Película para televisión                       |
| 1993      | American Experience                             | Robert Carter                             | Episodio: "Simple Justice"                     |
| 1993      | Without Warning: Terror in the Towers           | -                                         | Película para televisión                       |
| 1993-1998 | Homicide: Life on the Street                    | Detective Frank Pembleton                 | 100 episodios                                  |
| 1995      | Escuadrón de combate 332                        | Benjamin Oliver Davis                     | Película para televisión                       |
| 1996      | Law & Order                                     | Detective Frank Pembleton                 | Episodio: "Charm City"                         |
| 1999      | Passing Glory                                   | Padre Joseph Verrett                      | Película para televisión                       |
| 1999      | Love Songs                                      | Ellis                                     | Película para televisión                       |
| 2000      | Homicide: The Movie                             | Detective Frank Pembleton                 | Película para televisión                       |
| 2000      | Happily Ever After: Fairy Tales for Every Child | Julian Andrews                            | Voz. Episodio: "The Princess and the Pauper"   |
| 2000-2001 | Gideon's Crossing                               | Ben Gideon                                | 20 episodios                                   |
| 2000-2001 | Las aventuras de Jackie Chan                    | Derge                                     | Voz. 3 episodios.                              |
| 2001      | The Practice                                    | Ben Gideon                                | Episodio: "Gideon's Crossover"                 |
| 2001      | One from the Heart                              | Narrador                                  | Película para televisión                       |
| 2002      | 10,000 Black Men Named George                   | A. Philip Randolph                        | Película para televisión                       |
| 2002      | West Point: The First 200 Years                 | Narrador                                  | Episodio: "Ralph Ellison: An American Journey" |
| 2002-2004 | Hack                                            | Marcellus Washington                      | 40 episodios                                   |
| 2003      | Soldier's Girl                                  | Sargento Carlos Diaz                      | Película para televisión                       |
| 2003      | American Experience                             | Narrador                                  | Episodio: "The Murder of Emmett Till"          |
| 2004      | Salem's Lot                                     | Matt Burke                                |                                                |
| 2004      | The Jury                                        | Juez Loren Price                          | 2 episodios                                    |
| 2006      | Thief                                           | Nick Atwater                              | 6 episodios                                    |
| 2008      | La amenaza de Andrómeda                         | General George W. Mancheck                | 4 episodios                                    |
| 2009-2011 | Men of a Certain Age                            | Owen Thoreau, Jr.                         | 22 episodios                                   |
| 2009-2012 | House M. D.                                     | Dr. Darryl Nolan                          | 4 episodios                                    |
| 2010      | Miami Medical                                   | Dr. William Rayner                        | Episodio: "Piloto"                             |
| 2011-2015 | Law & Order: Special Victims Unit               | Bayard Ellis                              | 6 episodios                                    |
| 2012-2013 | Last Resort                                     | Capitán Marcus Chaplin                    | 13 episodios                                   |
| 2013-2021 | Brooklyn Nine-Nine                              | Capitán Ray Holt                          | 144 episodios                                  |
| 2015      | Axe Cop                                         | Lobster Man                               | Voz. Episodio: "The Center of the Ocean"       |
| 2016      | New Girl                                        | Capitán Ray Holt                          | Episodio: "Homecoming"                         |
| 2017      | BoJack Horseman                                 | Gobernador Woodchuck Couldchuck-Berkowitz | Voz. 4 episodios.                              |
| 2022      | The Good Fight                                  | Ri’Chard Lane                             | 10 episodios                                   |
| 2022-2023 | American Experience                             | Narrador (voz)                            | 3 episodios                                    |
| 2025      | The Residence                                   | A.B. Wynter                               | Lanzamiento póstumo                            |

## Premios y nominaciones
| Año  | Premio                           | Categoría                                      | Por                           | Resultado |
| ---- | -------------------------------- | ---------------------------------------------- | ----------------------------- | --------- |
| 1996 | NAACP Image Award                | Mejor actor - serie dramática                  | Homicide: Life on the Street  | Nominado  |
| 1996 | NAACP Image Award                | Mejor actor - Miniserie                        | Escuadrón de combate 332      | Nominado  |
| 1996 | Primetime Emmy                   | Mejor actor de reparto - Miniserie o telefilme | Escuadrón de combate 332      | Nominado  |
| 1996 | Primetime Emmy                   | Mejor actor - serie dramática                  | Homicide: Life on the Street  | Nominado  |
| 1997 | NAACP Image Award                | Mejor actor - serie dramática                  | Homicide: Life on the Street  | Nominado  |
| 1997 | Premios Satellite                | Mejor actor - serie dramática                  | Homicide: Life on the Street  | Nominado  |
| 1997 | TCA Awards                       | Logro individual - Drama                       | Homicide: Life on the Street  | Ganador   |
| 1998 | Primetime Emmy                   | Mejor actor - serie dramática                  | Homicide: Life on the Street  | Ganador   |
| 1998 | NAACP Image Award                | Mejor actor - serie dramática                  | Homicide: Life on the Street  | Nominado  |
| 1998 | TCA Awards                       | Logro individual - Drama                       | Homicide: Life on the Street  | Ganador   |
| 1999 | NAACP Image Award                | Mejor actor - serie dramática                  | Homicide: Life on the Street  | Nominado  |
| 1999 | NAACP Image Award                | Mejor actor de reparto                         | City of Angels                | Nominado  |
| 2000 | NAACP Image Award                | Mejor actor - miniserie o telefilme            | Passing Glory                 | Nominado  |
| 2001 | Blockbuster Entertainment Award  | Mejor actor de reparto - Suspenso              | Frequency                     | Ganador   |
| 2001 | Globo de Oro                     | Mejor actor - serie dramática                  | Gideon's Crossing             | Nominado  |
| 2001 | NAACP Image Award                | Mejor actor - serie dramática                  | Gideon's Crossing             | Nominado  |
| 2001 | Primetime Emmy                   | Mejor actor - serie dramática                  | Gideon's Crossing             | Nominado  |
| 2002 | NAACP Image Award                | Mejor actor - serie dramática                  | Gideon's Crossing             | Nominado  |
| 2003 | NAACP Image Award                | Mejor actor - serie dramática                  | Hack                          | Nominado  |
| 2003 | NAACP Image Award                | Mejor actor - miniserie o telefilme            | 10.000 Black Men Named George | Nominado  |
| 2006 | Primetime Emmy                   | Mejor actor - miniserie o telefilme            | Thief                         | Ganador   |
| 2006 | Premios Satellite                | Mejor actor - miniserie o telefilme            | Thief                         | Nominado  |
| 2007 | Globo de Oro                     | Mejor actor - miniserie o telefilme            | Thief                         | Nominado  |
| 2007 | NAACP Image Award                | Mejor actor - miniserie o telefilme            | Thief                         | Nominado  |
| 2009 | NAACP Image Award                | Mejor actor - miniserie o telefilme            | La amenaza de Andrómeda       | Nominado  |
| 2010 | Primetime Emmy                   | Mejor actor de reparto - serie dramática       | Men of a Certain Age          | Nominado  |
| 2011 | NAACP Image Award                | Mejor actor de reparto - serie dramática       | Men of a Certain Age          | Nominado  |
| 2011 | Primetime Emmy                   | Mejor actor de reparto - serie dramática       | Men of a Certain Age          | Nominado  |
| 2012 | NAACP Image Award                | Mejor actor de reparto - serie dramática       | Men of a Certain Age          | Nominado  |
| 2014 | Premios de la Crítica Televisiva | Mejor actor de reparto - serie de comedia      | Brooklyn Nine-Nine            | Ganador   |
| 2014 | NAACP Image Award                | Mejor actor - serie de comedia                 | Brooklyn Nine-Nine            | Nominado  |
| 2014 | Primetime Emmy                   | Mejor actor de reparto - serie de comedia      | Brooklyn Nine-Nine            | Nominado  |
| 2014 | Premios Satellite                | Mejor actor de serie - Comedia o musical       | Brooklyn Nine-Nine            | Nominado  |
| 2015 | NAACP Image Award                | Mejor actor - serie de comedia                 | Brooklyn Nine-Nine            | Nominado  |
| 2015 | Premios del Sindicato de Actores | Mejor reparto de televisión - comedia          | Brooklyn Nine-Nine            | Nominado  |
| 2015 | Primetime Emmy                   | Mejor actor de reparto - serie de comedia      | Brooklyn Nine-Nine            | Nominado  |
| 2016 | Premios de la Crítica Televisiva | Mejor actor de reparto - comedia               | Brooklyn Nine-Nine            | Ganador   |
| 2023 | Premios de la Crítica Televisiva | Mejor actor de reparto - drama                 | The Good Fight                | Nominado  |